# Raimundo Olabide
Raimundo Germán Olavide Carrera o Erraimun Olabide Carrera, en euskera, (Vitoria, 15 de marzo de 1869-Toulouse, 8 de septiembre de 1942) fue un sacerdote jesuita, lingüista y traductor español, autor de una traducción íntegra de la Biblia a la lengua vasca.

## Biografía
Inició sus estudios en Orduña (Vizcaya), y posteriormente ingresó en la Compañía de Jesús de Loyola y se ordenó sacerdote en 1902. Cursó estudios eclesiásticos en Veruela y Tortosa, y también de Filosofía y Letras. Ejerció como profesor en los colegios jesuitas de Valladolid, Salamanca, Oña y Gijón.
A pesar del origen guipuzcoano de sus padres, su lengua materna fue el castellano; empezó a aprender euskera a los 27 años tras leer en Salamanca a Arturo Campión. Su hermano Juan Olavide Carrera fue ingeniero militar y coautor, junto a Braulio Albarellos Sáenz de Tejada y Juan Vigón Suerodíaz, de un libro sobre el Sitio de San Sebastián de 1813. Otro hermano suyo, Ignacio Olavide Carrera, fue miembro del Cuerpo facultativo de Archiveros, Bibliotecarios y Arqueólogos, habiendo ejercido en el Archivo Universitario de Oviedo desde febrero de 1893 y en el Archivo de Hacienda de Santander.

## Obras y traducciones al euskera
En 1914 tradujo los Ejercicios espirituales de San Ignacio de Loyola con el título de Loyola´tar Eneko Deunaren Gogo-iñarkunak. Tres años más tarde, publicó un completo diccionario sobre anatomía del cuerpo humano titulado Giza-soña. Fue miembro de la Real Academia de la Lengua Vasca desde su creación en 1919.
En 1920 publicó su traducción al euskera de la Imitación de Cristo de Kempis con el título de Kisto´ren antz-bidea, y al año siguiente inició la traducción de la Biblia; el Nuevo Testamento le llevó diez años, y lo publicó en 1931 en Bilbao. A raíz de la expulsión de los jesuitas, se refugió en el Santuario de Aránzazu (Guipúzcoa), donde se dedicó durante cuatro años a la traducción del Antiguo Testamento. La Guerra Civil lo sorprendió en Guernica y Luno, localidad en la que se encontraba el día del bombardeo, a pesar del cual consiguió esconder el manuscrito de su traducción. Ese mismo año, en 1937, se exilió a Toulouse (Francia), donde falleció sin ver publicada la traducción del Antiguo Testamento. La traducción íntegra de la Biblia realizada por Olabide no se publicó hasta 1958, y en ella es muy evidente el influjo del purismo así como un gran conocimiento del diccionario de Azkue.

## Homenajes y reconocimientos
- En Vitoria, como homenaje y reconocimiento, tiene una calle con su nombre.[6]